# Williams FW29
Williams FW29 je Williamsov dirkalnik Formule 1, ki je bil v uporabi v sezoni 2007, ko so z njim dirkali Nico Rosberg, Alexander Wurz in Kazuki Nakajima. Dirkalnik se je izkazal za nekoliko boljšega od neposrečenega predhodnika Williams FW26, najboljši rezultat je dosegel Wurz s tretjim mestom na dirki za Veliki nagradi Kanade, ob tem je dosegel še dve uvrstitvi med dobitnike točk, Rosberg pa jih je dodal sedem. Po izključitvi McLarna iz konstruktorskega prvenstva je Williams zasedel četrto mesto z 33-imi točkami. Wurz se je upokojil pred zadnjo dirko za Veliko nagrado Brazilije, nadomestil pa ga je testni dirkač Nakajima.

## Popolni rezultati Formule 1
(legenda)
| Leto | Moštvo   | Motor     | Gume | Dirkači         | 1   | 2   | 3   | 4   | 5   | 6   | 7   | 8   | 9  | 10  | 11  | 12  | 13  | 14  | 15  | 16  | 17  | Toč | Prv |
| ---- | -------- | --------- | ---- | --------------- | --- | --- | --- | --- | --- | --- | --- | --- | -- | --- | --- | --- | --- | --- | --- | --- | --- | --- | --- |
| 2007 | Williams | Toyota V8 | B    |                 | AVS | MAL | BAH | ŠPA | MON | KAN | ZDA | FRA | VB | EU  | MAD | TUR | ITA | BEL | JAP | KIT | BRA | 33  | 4.  |
| 2007 | Williams | Toyota V8 | B    | Nico Rosberg    | 7   | Ret | 10  | 6   | 12  | 10  | 16  | 9   | 12 | Ret | 7   | 7   | 6   | 6   | Ret | 16  | 4   | 33  | 4.  |
| 2007 | Williams | Toyota V8 | B    | Alexander Wurz  | Ret | 9   | 11  | Ret | 7   | 3   | 10  | 14  | 13 | 4   | 14  | 11  | 13  | Ret | Ret | 12  |     | 33  | 4.  |
| 2007 | Williams | Toyota V8 | B    | Kazuki Nakajima | TD  | TD  |     |     |     | TD  | TD  |     |    |     |     |     |     |     |     | TD  | 10  | 33  | 4.  |